# Léonard Melki
Yūsuf Habīb Melkī, OFM Cap., řeholním jménem Léonard z Baabdatu  (4. října 1881, Baabdat – 11. června 1915, Mardin) byl libanonský římskokatolický kněz, řeholník kapucínského řádu, zabitý během první světové války poté, co odmítl konvertovat k islámu. Katolická církev jej uctívá jako blahoslaveného mučedníka.

## Život
Narodil se dne 4. října 1881 ve městě Baabdat jako sedmé z jedenácti dětí rodičů Habīb Awaiss Melkī (1840–1906) a Nouře Bou Moussi Kanaan Yammine (1845–1917). Jeho sourozenci byli Daoud, Oueiss, Mariam, Kalim, Kalimé, Mansoura, Youssfié, Khalil, Zayné a Farés.
Pokřtěn byl v místním maronitském farním kostele Notre Dame dne 8. října 1881 místním farářem Hannou Labakim. Jeho křestním kmotrem byl Assaad Raji Labaki. V dětství chodil s rodiči a sourozenci na liturgie do kostela, kde byl pokřtěn a jeho otec zde zpíval duchovní písně. Dne 19. listopadu 1893 přijal se svým bratrem Khalilem svátost biřmování v kostele latinského obřadu, jelikož jeho rodina přestoupila z maronitské katolické církve do církve římskokatolické.
Základní vzdělání přijal spolu s ostatními křesťanskými dětmi ve svém rodném městě. Jeho učitelem byl maronitský katolický kněz Geries Yacoub Abi Hayla. Poté, co více rodin přestoupilo do římskokatolické církve, byly do oblasti posláni kapucíni, aby zde sloužili více latinských mší. Po příchodu kapucínů do farnosti se rozhodl do jejich řádu vstoupit a roku 1895 začal studovat v jejich kněžském semináři v San Stefanu poblíž dnešního Istanbulu.
Roku 1899 zahájil u kapucínů svůj noviciát a dne 1. července 1899 přijal řeholní hábit. Zvolil si řeholní jméno na počest sv. Leonarda z Port Maurice. Dne 2. července 1900 složil v Santo Stefano své řeholní sliby. Poté odešel do kněžského semináře v Budji, kde dne 10. února 1901 přijal tonzuru a nižší svěcení. Dne 24. července 1904 byl vysvěcen na jáhna. Kněžské svěcení pak přijal dne 4. prosince 1904. 
Poté byl poslán jako misionář do Mardinu, kde působil jako učitel a kazatel. Ve svém působišti také přijímal nové členy do Třetí řád svatého Františka.
Roku 1910 se mu zhoršilo zdraví, kdy začal trpět častými bolestmi hlavy a nemohl se tak věnovat své práci. Byl poslán na odpočinek do kapucínské komunity v Mezere, jelikož zde bylo lepší klima. Protože se jeho zdraví nadále nezlepšilo, požádal o delší volno, aby se zotavil. Bylo mu dovoleno odjet do Libanonu, kde strávil několik měsíců roku 1911. Na Vánoce téhož roku se vrátil ke kapucínům do Urfy, kde zůstal do roku 1914, kdy se vrátil do Mardinu. 
Poté, co byl osmanskou vládou křivě obviněn z pomoci se spiknutím francouzské vlády byl dne 5. června 1915 zatčen a uvězněn v mardinské pevnosti. Bylo mu nabízeno osvobození, pokud konvertuje k islámu, což odmítl. Svými vězniteli byl často mučen, např. bitím, taháním za vousy, nebo odstraněním nehtů z rukou a nohou. Kromě toho byl na celé hodiny zavěšován hlavou dolů. Po asi týdnu věznění byl spolu s ostatními uvězněnými mardinskými křesťany, včetně arménského katolického arcibiskupa mardinské archieparchie bl. Ignatia Maloyana nucen ujít mnoho kilometrů za město do neobydlené pouště, kde byli všichni zabiti a jejich těla vházená do jeskyní a studní.

## Úcta
Jeho beatifikační proces započal dne 3. října 2005, čímž obdržel titul služebník Boží. Dne 27. října 2020 podepsal papež František dekret o jeho mučednictví
Blahořečen pak byl spolu s kapucínským knězem Thomasem Salehem, který s ním působil v Mardinu a byl zabit roku 1917, dne 4. června 2022 v klášteře sv. Kříže ve vesnici Bqennaya poblíž Bejrútu. Obřadu předsedal jménem papeže Františka kardinál Marcello Semeraro.
Jeho památka je připomínána 10. června. Bývá zobrazován v řeholním oděvu.